# Hexatrygonidae
Famille
Hexatrygonidae est une famille de raie.

## Liste des genres
Selon World Register of Marine Species (14 octobre 2014), FishBase (14 octobre 2014) et ITIS (14 octobre 2014), cette famille ne contient qu'un seul genre :
- genre Hexatrygon Heemstra et Smith, 1980